# Hermann Vetter (Fußballspieler)
Hermann Vetter (* 31. August 1921) ist ein ehemaliger deutscher Fußballspieler.

## Sportlicher Werdegang
Vetter begann mit dem Fußballspielen beim Göppinger Lokalkonkurrenten FV Vorwärts Faurndau, ehe er sich dem 1. Göppinger SV anschloss, bei dem er ab 1943 in der Gauliga Württemberg spielte. Als bester Stürmer der Meisterschaft führte er die Mannschaft zur württembergischen Meisterschaft. In der Endrunde um die deutsche Meisterschaft scheiterte er jedoch mit seinem Klub in der ersten Runde an der Kriegssportgemeinschaft aus Saarbrücken; bei der 3:5-Niederlage erzielte er ein Tor. Im selben Jahr erreichte die Mannschaft das Endspiel um den Gaupokal, dort obsiegten jedoch die Stuttgarter Kickers deutlich durch einen 5:0-Erfolg.
Nach dem Zweiten Weltkrieg schloss sich Vetter den Stuttgarter Kickers an. Auch hier spielte er in der höchsten Spielklasse, 1948 wurde er mit dem Klub Dritter der Oberliga Süd. Zwei Jahre später stieg er mit dem Verein aus der Oberliga ab, in der er in 145 Spielen 30 Tore für „die Blauen“ erzielt hatte. Lange Zeit war er dabei der regelmäßige Strafstoßschütze. Daraufhin kehrte er zum mittlerweile im Amateurbereich antretenden 1. Göppinger SV zurück. Beim seinerzeitigen Viertligisten übernahm er 1956 das Traineramt, das er zunächst bis 1959 innehatte. 1964 wurde er erneut kurzzeitig Trainer des Klubs.